# Lista światowego dziedzictwa UNESCO na Palau
Lista światowego dziedzictwa UNESCO na Palau – lista miejsc na Palau wpisanych na listę światowego dziedzictwa UNESCO, ustanowionej na mocy Konwencji w sprawie ochrony światowego dziedzictwa kulturowego i naturalnego, przyjętej przez UNESCO na 17. sesji w Paryżu 16 listopada 1972 i ratyfikowanej przez Palau 11 czerwca 2002 roku.
Obecnie (stan na 2022 rok) na liście znajduje się 1 obiekt o charakterze kulturowo–przyrodniczym.
Na palauskiej liście informacyjnej UNESCO – liście obiektów, które Palau zamierza rozpatrzyć do zgłoszenia do wpisu na listę światowego dziedzictwa – znajdują się 4 obiekty (stan na 2022 rok).

## Obiekty na liście światowego dziedzictwa UNESCO
Poniższa tabela przedstawia palauskie obiekty na liście światowego dziedzictwa UNESCO:
Nr ref. – numer referencyjny UNESCO
Obiekt – polskie tłumaczenie nazwy wpisu na liście wraz z jej angielskim oryginałem
Położenie – miasto, stan; współrzędne geograficzne
Typ – klasyfikacja według Komitetu Światowego Dziedzictwa:
- kulturowe (K)
- przyrodnicze (P)
- kulturowo–przyrodnicze (K,P)

Rok wpisu – roku wpisu na listę i rozszerzenia wpisu
Opis – krótki opis obiektu wraz z informacjami o jego zagrożeniu.
| Nr ref. | Obiekt                                                      | Zdjęcie | Położenie                                            | Typ                       | Rok  | Opis |
| ------- | ----------------------------------------------------------- | ------- | ---------------------------------------------------- | ------------------------- | ---- | --- |
| 1386    | Południowa laguna Rock Islands Rock Islands Southern Lagoon |         | Stan Koror 7°14′49″N 134°21′09″E/7,246944 134,352500 | K, P (iii)(v)(vii)(ix)(x) | 2012 | Laguna Rock Islands obejmuje obszar 100 200 hektarów. W jej granicach znajduje się 445 bezludnych wysp pochodzenia wulkanicznego. Zidentyfikowano tutaj ponad 385 gatunków koralowców. |

## Obiekty na palauskiej liście informacyjnej UNESCO
Poniższa tabela przedstawia palauskie obiekty na liście informacyjnej UNESCO:
Nr ref. – numer referencyjny UNESCO
Obiekt – polskie tłumaczenie nazwy wpisu na liście informacyjnej wraz z jej angielskim oryginałem
Położenie – miasto, stan; współrzędne geograficzne
Typ – klasyfikacja według Komitetu Światowego Dziedzictwa:
- kulturowe (K)
- przyrodnicze (P)
- kulturowo–przyrodnicze (K,P)

Rok wpisu – roku wpisu na listę informacyjną
Opis – krótki opis obiektu wraz z informacjami o jego zagrożeniu.
| Nr ref. | Obiekt                                                       | Zdjęcie | Położenie                                                       | Typ            | Rok  | Opis |
| ------- | ------------------------------------------------------------ | ------- | --------------------------------------------------------------- | -------------- | ---- | --- |
| 1930    | Tarasy Ngebedech Ouballang ra Ngebedech (Ngebedech Terraces) |         | Stan Aimeliik 7°26′13,2″N 134°29′34,8″E/7,437000 134,493000     | K (ii)(iii)(v) | 2004 | Tarasy Ngebedech zajmują łączną powierzchnię 161 380 m². Obszar ten jest trawiastą wyżynną sawanną otoczoną lasami. Niektóre kompleksy tarasowe to wyrafinowane systemy, które prawdopodobnie pełniły funkcję obronną. |
| 1931    | Obszar chroniony Imeong Imeong Conservation Area             |         | Stan Ngaremlengui 7°03′36,0″N 134°31′43,0″E/7,060000 134,528600 | K, P           | 2004 | Wpis na listę informacyjną obejmuje obszar sawanny, lasów deszczowych oraz lasów namorzynowych o łącznej powierzchni 1252 m². Zidentyfikowano tutaj ponad 100 gatunków roślin z czego 15 to endemity.                  |
| 1932    | Kamieniołomy Yapease Yapease Quarry Sites                    |         | Stan Koror 7°21′01,1″N 134°33′52,8″E/7,350306 134,564667        | K (i)(ii)(iii) | 2004 | W kamieniołomach wykopywano materiał, z którego później produkowano monety zwane kamiennymi rai używane przez mikronezyjczyków. W 2000 roku odkryto tutaj ludzkie pochówki sprzed 3000 lat.                            |
| 1933    | Tet el Bad (Kamienna Trumna) Tet el Bad (Stone Coffin)       |         | Stan Ngarchelong 7°43′09,8″N 134°36′48,4″E/7,719389 134,613444  | K (i)          | 2004 | Tet el Bad to prostokątna kamienna trumna znajdującą się w wiosce Ollei w stanie Ngarchelong. Mierzy 233 cm długości, 66 cm szerokości oraz 40 cm wysokości. Grubość ścianki trumny wynosi 12 centymetrów.             |